# Flaga Los Angeles
Flaga Los Angeles w stanie Kalifornia – trzy karbowane pasy: zielony, żółto-złoty i czerwony. Kolory reprezentują: drzewa oliwne (zielony), gaje pomarańczowe (złoty) i winnice (czerwony). W środku flagi znajduje się pieczęć miasta Los Angeles.
Kolory te znajdują się również na flagach Hiszpanii i Meksyku, co świadczy o ich dużym wpływie na historię miasta.
Flagę zaprojektowali Roy E. Silent i E.S. Jone w roku 1931 na 150-lecie Los Angeles.